# 카스틸리오네델제노베시
카스틸리오네델제노베시(이탈리아어: Castiglione del Genovesi)는 이탈리아 캄파니아주 살레르노도에 위치한 코무네다.